# Альпеншток

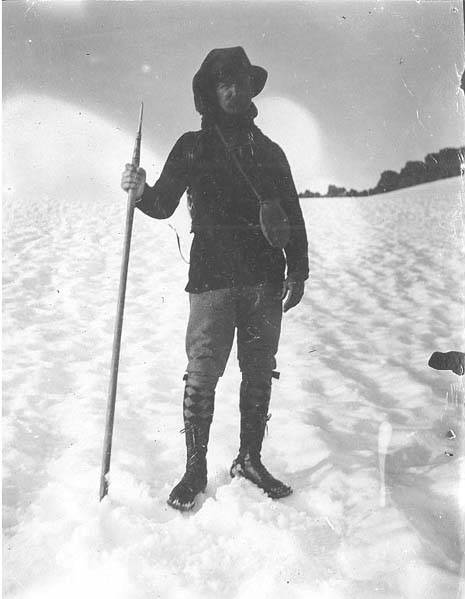
Альпініст з альпенштоком у руці в Національному парку Маунт-Рейнір, заснованому в 1899 році.

Альпеншто́к (нім. Alpenstock, від Alpen і Stock — «палиця») — палиця завдовжки близько півтора метра (або більше), що має гострий сталевий наконечник («штичак») й іноді забезпечена темляком, що страхує його на руці. Використовується гірськими туристами; до 1940-х років XX століття активно застосовувалася і альпіністами.
Два альпенштоки в гірській місцевості використовувалися для кріплення одного намета.
У даний час замість альпенштока в основному використовуються трекінгові палиці.

## Галерея

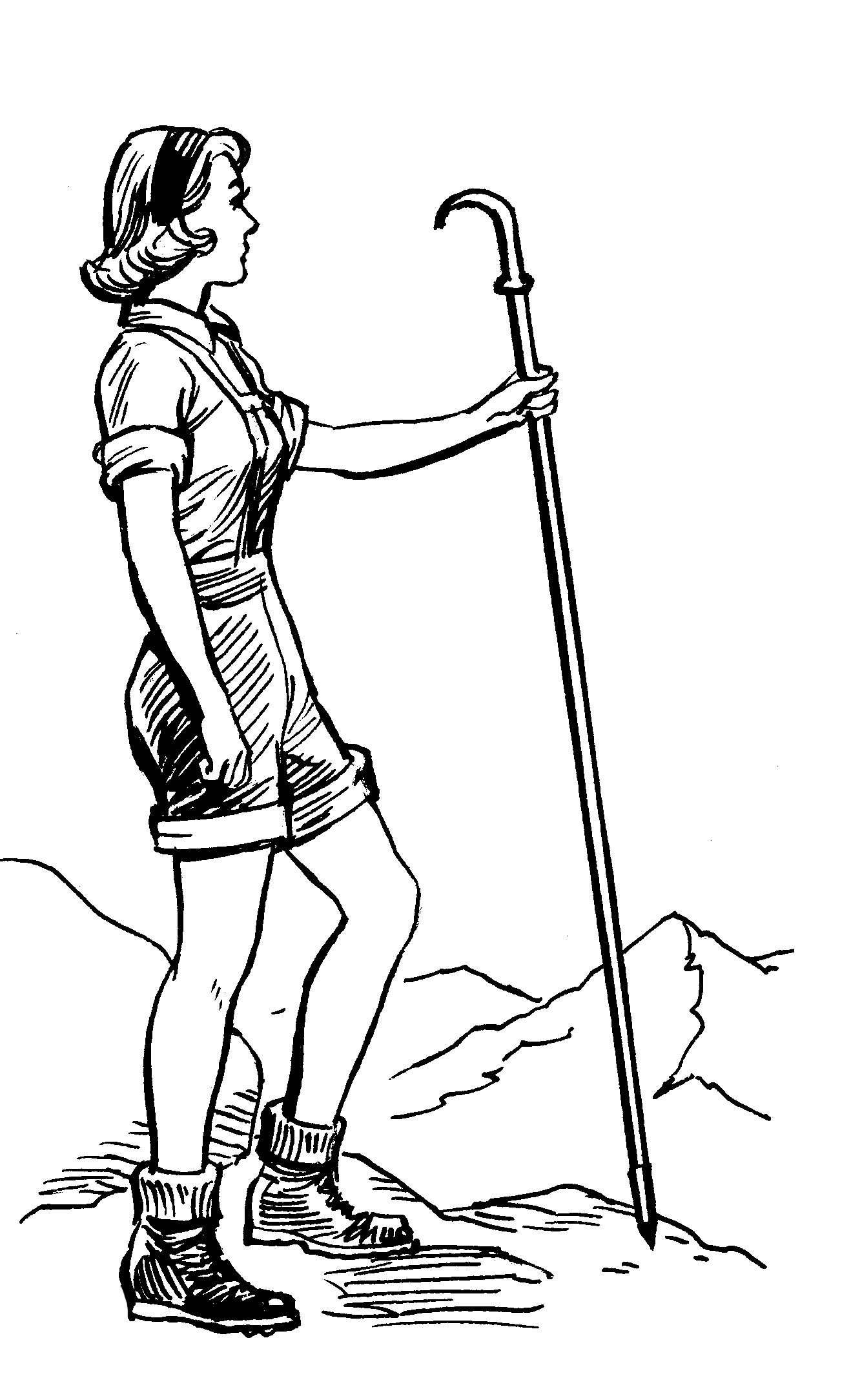
Дівчина з альпенштоком
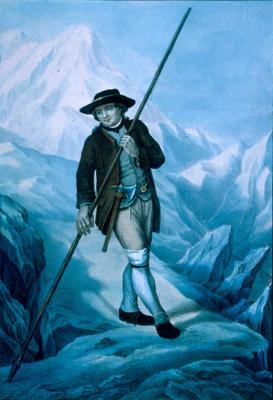
Жак Бальмат, першосходжувач на Монблан), з альпенштоком